# بيل هارينجتون (لاعب كرة قاعدة)
بيل هارينجتون (بالإنجليزية: Bill Harrington)‏ هو لاعب كرة قاعدة أمريكي، ولد في 3 أكتوبر 1927 في سانفورد في الولايات المتحدة.

## وصلات خارجية
- بيل هارينجتون على موقعبيزبول رفرنس.كوم (الدوري الرئيسي) (الإنجليزية)
- بيل هارينجتون على موقعبيزبول رفرنس.كوم (الدوري الثانوي) (الإنجليزية)